# Schizotetranychus halimodendri
Schizotetranychus halimodendri är en spindeldjursart som beskrevs av Wainstein 1958. Schizotetranychus halimodendri ingår i släktet Schizotetranychus och familjen Tetranychidae. Inga underarter finns listade i Catalogue of Life.